# Hideaway (album)
Cet article concerne l'album de David Sanborn. Pour la chanson de Kiesza, voir Hideaway.
Pour les articles homonymes, voir Hideaway.
Albums de David Sanborn
Heart to Heart
(1978) Voyeur
(1981)
Hideaway est le cinquième album du saxophoniste David Sanborn, sorti en 1980.

## Liste des chansons
1. Hideaway (D. Sanborn)
2. Carly's Song (D. Sanborn)
3. Anything You Want (D. Sanborn/ Michael Mc Donald)
4. The Seduction (Love Theme) (Giorgio Moroder)
5. Lisa (D. Sanborn)
6. If You Yould Be Mine (Michael Colina)
7. Creeper (D. Sanborn/ John Evans)
8. Again and again (D. Sanborn/ Michael Mc Donald)

## Personnel
- David Sanborn – saxophone alto
- Neil Jason – basse
- Marcus Miller – basse
- Hiram Bullock – guitare électrique
- David Spinozza – guitare électrique
- Vibraphone - Michael Manieri
- Steve Gadd – batterie
- Buddy Williams – batterie
- Don Grolnick - Claviers
- Buzzy Feiten – guitare électrique
- Ralph MacDonald – percussions
- Ray Bardani – percussions
- Tom Scott – saxophone tenor
- Michael Colina – Synthetiseur